# Porta Raudusculana
Porta Raudusculana ou Porta Raudúscula era uma porta da Muralha Serviana, hoje demolida, que ficava no monte Aventino. Uma inscrição prova a existência de um Vico da Porta Raudusculana (Vicus Portae R(a)udusculanae) na Regio XIII, provavelmente, uma extensão do Vico da Piscina Pública (Vicus Piscinae Publicae) que equivale à moderna Viale Aventino na altura do cruzamento com a Via San Saba. A moderna Piazza Albania, que fica neste ponto, foi chamada até 1940 de Piazza Raudusculana.

## Nome
Seu nome é derivado de uma etimologia antiga que significa "de bronze". Segundo Varrão, ela era conhecida como "Porta de Bronze". Já segundo Valério Máximo, o motivo eram máscaras de bronze esculpidas ou afixadas na porta.

### Blindagem
Na primeira hipótese, é possível que a porta possa ter sido revestida de bronze, nem tanto pelo resultado estético, mas principalmente como reforço na blindagem, uma tese compartilhada também por Sexto Pompeu Festo. De fato, o trecho da muralha onde porta estava, perto da margem do Tibre, parece ter sido um dos mais robustos de toda a estrutura. Os poucos restos da muralha na região, alguns dos quais bem conservados, incluem restos do que pode ser considerado como o suporte de artilharia defensivas. A poucos metros da porta, ainda é visível um arco que os estudiosos concordam ter sido um suporte de uma arma do tipo de uma catapulta ou uma balista. Estas aberturas aparentemente não eram comuns ao longo dos onze quilômetros da Muralha Serviana, seja por que se conhece apenas uma outra, perto da Porta Sanqual, seja por que os textos antigos nada dizem sobre o assunto. Seja como for, o fato de este trecho ter sido escolhido para ter este este raro tipo de artefato defensivo implica que ele era considerado pouco seguro, provavelmente pelo temor de um ataque inimigo vindo pelo Tibre. Adicionalmente, a região estava próxima da zona portuária da cidade, particularmente importante. Tudo isto poderia, portanto, justificar uma blindagem reforçada, talvez em bronze, nesta porta.

### Lenda de Genúcio Cipo
A segunda hipótese é uma referência a um episódio lendário sobre a gente Genúcia, uma das mais importantes e ilustres famílias plebeias do Aventino (de um ramo que utilizava o cognome "Aventinense") cujos representantes ocuparam vários postos importantes pelo menos até o período das Guerras Púnicas e depois desapareceram. Um certo Genúcio Cipo, pretor, ao sair da porta foi acometido por um prodígio relativamente comum nos relatos antigos: um par de chifres cresceu na sua cabeça. O áugure, convocado a intervir, jurou que, assim que ele retornasse à cidade, ele se tornaria rei e foi assim que Genúcio, um feroz defensor dos ideais republicanos, preferiu se auto-exilar pelo resto de sua vida para não trair suas convicções. Por causa desta firmeza e seriedade para com a República, o Senado Romano o homenageou com, entre outras coisas, com uma efígie de bronze na porta onde o prodígio aconteceu.